# Krieg der Frauen
Krieg der Frauen ist ein deutscher Fernsehfilm aus dem Jahr 2006 der Regisseurin Katinka Feistl.

## Handlung
Die alleinerziehende Bankerin Sophie und die Hausfrau und Mutter Katharina kennen sich eigentlich schon ewig, hatten sich dann aber aus den Augen verloren. Zufällig treffen sie sich wieder und Katharina überredet Sophie in ihrer Nachbarschaft einzuziehen. Im Laufe der Jahre haben sich ihre Vorstellungen und Lebensentwürfen allerdings sehr unterschiedlich entwickelt. Während Sophie der Meinung ist, in der heutigen Zeit durchaus im Berufsleben zu stehen, dort erfolgreich und trotzdem eine gute Mutter sein zu können, ist Katharina vom Gegenteil überzeugt. Für sie bekommen Kinder nur genug Liebe und Förderung, wenn sie rundherum von ihrer Mutter umsorgt werden. Dennoch gibt sie ihre Kinder vormittags in den Kindergarten und putzt dann in der Praxis ihres Psychiatergatten. Dort wird sie nun von einer Patientin für eine offizielle Putzfrau gehalten, was ihr zu denken gibt. Mit ihrem Mann diskutiert sie über ihre gerade wiedergefundene Freundin Sophie und obwohl sie sich sehr gefreut hatte, sie nach Jahren wiederzufinden, bemerkt sie, dass ihre Lebensphilosophien überhaupt nicht mehr zueinander passen. Sie kann es kaum noch ertragen, dass Sophie alles mit ihrem Geld regelt, anstatt sich selber mehr mit einzubringen. Besonders bei den Eigenleistungen im Kinderladen, den ihre Kinder gemeinsam besuchen, fällt dies besonders negativ auf. In Katharina wächst die Verachtung für Sophie und aus Freundschaft wird immer mehr Feindschaft. Ihre Gespräche miteinander werden zunehmend von gegenseitigen Anspielung auf ihr Privatleben und die Kindererziehung bestimmt. Nach einem heftigen Disput, der nun auch noch Sophies Berufsleben in Frage stellt, bricht der Krieg zwischen den beiden offen aus. Um Sophie zum Auszug aus der Wohnung über ihr zu bewegen, klopft Katharina nachts lautstark gegen die Decke, so dass Sophie nicht schlafen kann. Im Gegenzug sorgt Sophie für unangenehmen Lärm, als Katharinas Mann in seiner Praxis, die ebenfalls im Haus ist, Patienten hat. Als Nächstes greifen die Damen zu größeren Kalibern und hetzen einander die GEZ, das Finanzamt und das Jugendamt auf den Hals.
Ihre Unzufriedenheit lässt Katharina allerdings auch an ihrem Mann aus und unterstellt ihm am Ende eine Affäre zu einer Patientin. Nach einem erneuten Streit über dieses Thema, wirft sie ihn kurzerhand aus der Wohnung. Als sie das dann bereut, sucht sie Trost bei Sophie und beide sprechen sich miteinander aus. Ihr gegenseitiger Respekt kehrt zurück und es folgt die Einsicht in die eigenen Fehler. So kehrt nach drei Wochen Katharinas Mann wieder zurück und Sophie lehnt das Angebot ihres Chefs, einen noch größeren Deal einzufädeln, dankend ab um wieder mehr Zeit mit ihren Kindern zu verbringen.

## Kritik
filmdienst: Wort- und dialogreiche (Fernseh-)Komödie, die in höchst schwungvoller Inszenierung Rollenklischees, Selbstdefinitionen und Selbstverständnis hinterfragt, ohne dabei in Slapstick oder Comedy abzugleiten; auch solche Elemente finden sich, doch dank vorzüglicher Darsteller gewinnt die komische Kraft bemerkenswerte emotionale Tiefe.
Für Kino.de wertete Tilmann P. Gangloff: „Nimmt man den Film beim Wort, braucht er über eine Stunde Anlauf; der Titel weckt also eindeutig die falschen Erwartungen. Und natürlich sind die Frauen überzeichnet; beide wirken wie Figuren aus dem umstrittenen Buch von Eva Herman.“ „Wenig erhellend sind auch die pseudodokumentarischen Zwischenspiele, wenn die beiden Frauen wie in einer Interviewsituation in Richtung Kamera die Handlung kommentieren.“
Die Kritiker der Fernsehzeitschrift TV Spielfilm beurteilten den Film mit besten Wertung (Daumen nach oben) und meinten: „Kaum Klischees, dafür Dialoge mit Witz und Biss.“ Fazit: „Intelligenter Spaß mit kleinen Schwächen.“